# Ранчо Палос Вердес (град, Калифорния)
Ранчо Палос Вердес (на английски: Rancho Palos Verdes) е град в окръг Лос Анджелис, щата Калифорния, САЩ. Ранчо Палос Вердес е с население от 41145 жители (2000) и обща площ от 35,39 km². Намира се на 67 m надморска височина. ЗИП кодовете му са 90275, а телефонният му код е 310/424.